# هوندزانگن
هوندزانگن (به آلمانی: Hundsangen) یک شهر در آلمان است که در وستروالدکرایس واقع شده‌است. هوندزانگن ۲٬۱۲۴ نفر جمعیت دارد.